# Rövallsmossen och Stingsmossen
Rövallsmossen och Stingsmossen este o arie protejată (arie specială de conservare — SAC, sit de importanță comunitară — SCI) din Suedia întinsă pe o suprafață de 536,3 ha, integral pe uscat.

## Localizare
Centrul sitului Rövallsmossen och Stingsmossen este situat la coordonatele 59°45′06″N 16°15′35″E / 59.7517°N 16.2597°E.

## Înființare
Situl Rövallsmossen och Stingsmossen a fost declarat sit de importanță comunitară în ianuarie 1998 pentru a proteja 1 specie de plante. Situl a fost protejat și ca arie specială de conservare în martie 2011.

## Biodiversitate
Situată în ecoregiunea boreală, aria protejată conține 5 habitate naturale: Mlaștini împădurite, Mlaștini turboase de tranziție și turbării mișcătoare, Păduri caducifoliate de mlaștină fino-scandinave, Taiga vestică, Turbării active.
La baza desemnării sitului se află o specie protejată de  plante: Buxbaumia viridis.